# Айтана Бонматі
Айтана Бонматі (ісп. Aitana Bonmatí; 18 січня 1998, Сан-Пере-де-Рібес, Каталонія) — іспанська футболістка.
Чемпіонка світу у складі збірної Іспанії і переможниця Ліги чемпіонів УЄФА у складі «Барселони». Дворазова володарка «Золотого м'яча» 2023 та 2024 років.

## Дитинство
Айтана Бонматі Конка народилася в каталанському місті Сан-Пере-де-Рібесі. Перші команди за які вона грала у футбол, це клуби «Рібес» та «Кубельєс», що були чоловічими та змішаними командами. У віці 13 років Айтана приєдналася до «Juvenil-Cadet», молодіжної команди жіночої «Барселони», у складі якої виграла лігу та Кубок Каталонії у 2013 році.
Після двох років у клубі Айтана Бонматі стала гравчинею «Барселони Б». Під час перебування в дублюючій команді вона рідко з'являлася в передсезонні у складі першої команди, але вже у сезоні 2015—2016 забивши 14 голів за «Барселону», зіграла важливу роль у перемозі в чемпіонаті Другого дивізіону групи III.

## Кар'єра

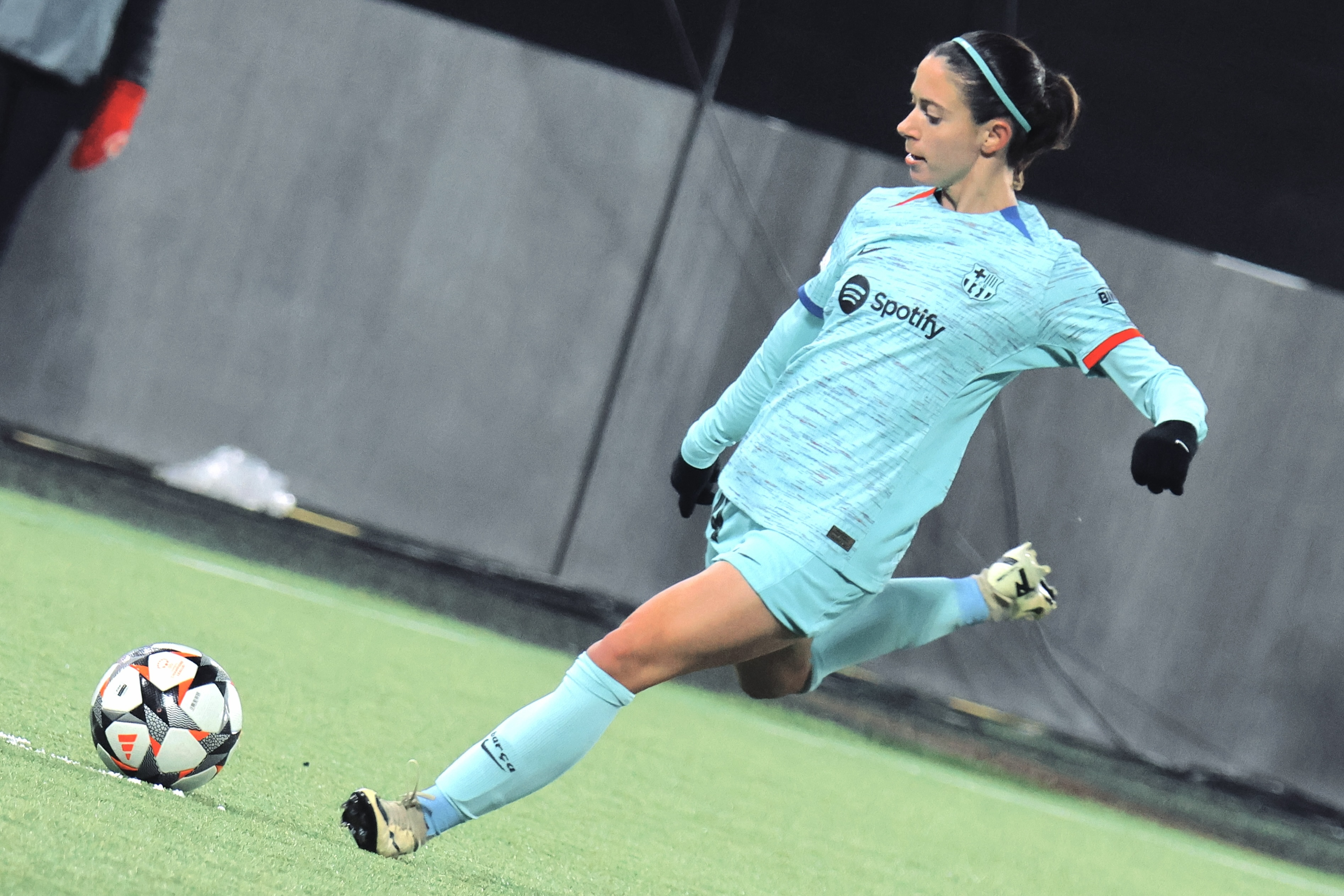

Бонматі дебютувала у першій команді під час чвертьфінального матчу Кубка Іспанії проти «Реал Сосьєдада». У цьому матчі Бонматі стала автором результативної передачі. На початку нового сезону Айтана Бонматі виступала у складі «Барселони» у розіграші Кубку Каталонії, де зіграла та забила в обох матчах турніру. Фінал проти «Еспаньйолу» завершився перемогою з рахунком 6:0, де Бонматі виграла свій перший дорослий титул.
В сезоні 2016—2017 відбувся дебют в Лізі Чемпіонів УЄФА. Це сталося на стадії 1/16 фіналу проти «Мінську».
У 2020 році Айтана Бонматі провела свій 100-й матч за «Барселону».
У півфінальній грі Ліги Чемпіонів УЄФА 2020—2021 проти «ПСЖ», Бонматі віддала гольову передачу на Дженніфер Ермосо. 16 травня 2021 року вона була у стартовому складі в фінальному матчі Ліги Чемпіонів проти «Челсі». Бонматі віддала гольову передачу на Алексію Путельяс, що дозволило «Барселоні» здобути перевагу над суперником у 3 голи вже на 21-й хвилині першого тайму. «Барселона» завершила той матч перемогою з розгромним рахунком 4:0, а впевнена гра Бонматі принесла їй титул MVP фіналу Ліги Чемпіонів.
30 жовтня 2022 року у матчі проти «Леванте» Айтана Бонматі провела свою вже двохсоту гру за каталонську команду.
В сезоні 2022–2023 Бонматі разом з «Барселоною» вдруге виграла кубок Ліги Чемпіонів УЄФА. Цього разу у фіналі суперником був німецький «Вольфсбург», а Айтана Бонматі стала кращою бомбардиркою своєї команди на тому турнірі. В її активі було 5 м'ячів та 8 гольових передач.

## Виступи за збірну
У листопаді 2017 року Хорхе Вільда вперше викликав Бонматі до національної збірної на два відбіркові матчі до Чемпіонату світу 2019 року. Вона дебютувала за національну збірну Іспанії у грі проти Австрії, замінивши Аманду Сампедро на 53-й хвилині. Перший гол за збірну Бонматі забила у квітні 2019 року у товариському матчі проти збірної Англії.
У складі збірної Іспанії Айтана брала участь на Чемпіонаті Світу-2019 та на Євро-2022.
Справжній успіх для іспанської збірної стався на Чемпіонаті Світу-2023, що проходив з 20 липня по 20 серпня 2023 року в Австралії та Новій Зеландії. Жіноча збірна Іспанії з футболу тоді вперше в історії виграла золоті медалі, обігравши у фіналі діючих на той момент чемпіонок Європи — збірну Англії. Айтана Бонматі була визнана найкращою гравчинею турніру і, як наслідок, стала головною претенденткою на премію Золотий м'яч, що щорічно вручається найкращій футболістці світу.
В 2024 році Айтана Бонматі разом з іспанською збірною стала переможницею в дебютному розіграші Ліги націй УЄФА. Один з двох забитих м'ячів в фінальній грі проти збірної  Франції забила Бонматі.

## Досягнення
Командні
- Ліги чемпіонів УЄФА
  -  Переможниця (3): 2021, 2023, 2024
  -  Фіналістка (2): 2019, 2022
- Чемпіонка Іспанії
  -  Переможниця (6): 2020, 2021, 2022, 2023, 2024, 2025
- Володарка Кубка Іспанії
  -  Переможниця (7): 2017, 2018, 2020, 2021, 2022, 2024, 2025
- Володарка Суперкубка Іспанії
  -  Переможниця (4): 2020, 2022, 2023, 2024
- Володарка Кубка Каталонії:
  -  Переможниця (4): 2016, 2017, 2018, 2019

Збірна
- Кубок Світу:
  -  Переможниця (1): 2023
- Ліга націй УЄФА:
  -  Переможниця (1): 2023—2024
- Чемпіонат Європи:
  -  Фіналістка (1): 2025
- Чемпіонат Європи до 17 років:
  -  Переможниця (1): 2015
- Чемпіонат Європи до 19 років:
  -  Переможниця (1): 2017

Індивідуальні
- Володарка Золотого м'яча (2): 2023, 2024
- Гравчиня року за версією УЄФА (2022—23)
- MVP фіналу Ліги чемпіонів (2021)
- MVP Чемпіонату світу (2023)
- MVP Чемпіонату Європи (2025)